# Pseudophacopteron serrifer
Pseudophacopteron serrifer är en insektsart som beskrevs av Malenovsk² och Burckhardt 2009. Pseudophacopteron serrifer ingår i släktet Pseudophacopteron och familjen Phacopteronidae.
Artens utbredningsområde är Kamerun. Inga underarter finns listade i Catalogue of Life.